# Pishaj
Pishaj là một xã trong quận Gramsh thuộc hạt Elbasan, Albania. Dân số năm 2005 là 6338 người.